# Wilhelm Julius Reinhold Winzer

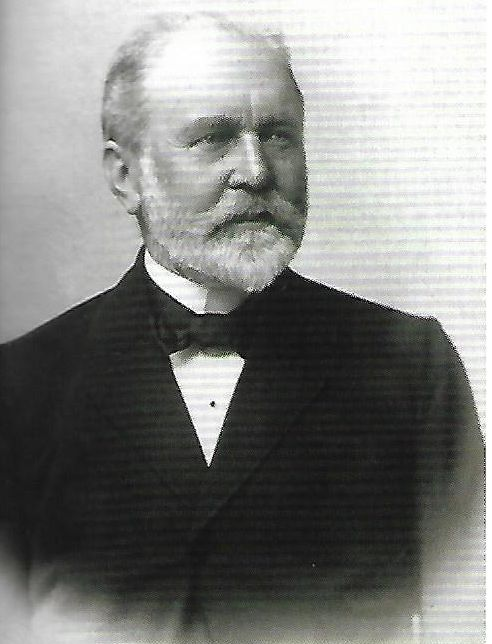
Wilhelm Winzer, um 1900

Wilhelm Julius Reinhold Winzer (* 30. Dezember 1834 in Minden; † 12. März 1919 ebenda) war ein preußischer Beamter, zuletzt Regierungspräsident in Arnsberg.

## Leben und Wirken
Wilhelm Winzers Vater war Reinhold Ferdinand Winzer (1797–1865), Konsistorial- und Schulrat bei der Regierung in Minden, und die Mutter war Julia, geborene Schotte (1799–1869). Sein Halbbruder aus der ersten Ehe war der Textilunternehmer Karl Wilhelm Winzer (1823–1898).
Während seines Studiums wurde Wilhelm Winzer 1854 Mitglied der Burschenschaft Alemannia Bonn. Winzer bestand 1857 die Prüfung zum Auskultator und 1859 zum Gerichtsreferendar. Im Jahr 1859 wurde er Regierungsreferendar bei der Regierung in Minden. Winzer wurde 1863 Regierungsassessor. Im Jahr 1875 wurde er Regierungsrat bei der Regierung in Arnsberg. 1878 wechselte er zum Oberpräsidium nach Münster und wurde 1883 zum Oberregierungsrat bei der Regierung in Köslin ernannt. Als stellvertretender Regierungspräsident kam Winzer 1887 zur Regierung in Minden. Im Jahr 1889 wurde er schließlich Regierungspräsident in Arnsberg. Auf eigenen Wunsch schied Winzer 1901 aus dem Staatsdienst aus. Winzer wurde zum Ehrenbürger von Arnsberg ernannt.